# Belaj (żupania istryjska)
Belaj – wieś w Chorwacji, w żupanii istryjskiej, w gminie Cerovlje. W 2011 roku liczyła 16 mieszkańców.